# Erich Wilke
Erich Wilke (ur. 30 czerwca 1914, zm. ?) – niemiecki bokser kategorii koguciej, medalista Mistrzostw Europy.
Startując w Mistrzostwach Europy w Mediolanie 1937, przegrał walkę ćwierćfinałową. Na następnych Mistrzostwach w Dublinie 1939 roku, wywalczył brązowy medal.
Uczestnicząc w mistrzostwach Niemiec, czterokrotnie zdobył tytuł mistrza w 1937, 1938, 1939 i 1940, oraz wywalczył tytuł wicemistrza kraju w 1936 roku.